# 腸チフス
腸チフス（ちょうチフス）は、サルモネラの一種であるチフス菌 (Salmonella enterica var enterica serovar Typhi) によって引き起こされる感染症の一種である。一般のサルモネラ感染症とは区別され、チフス性疾患と総称される。治療後も1年間ほどチフス菌を排出する場合がある。
感染源は汚染された飲み水や食物などである。潜伏期間は7〜14日間ほど。衛生環境の悪い地域や発展途上国で発生して流行を起こす伝染病であり、南アジアを中心にアフリカ、東アジア、東南アジア、中南米、東欧、西欧など世界各地で発生が見られる。
日本では感染症の予防及び感染症の患者に対する医療に関する法律の施行時に2類感染症に指定されていたが、2006年（平成18年）12月8日公布の「感染症の予防及び感染症の患者に対する医療に関する法律等の一部を改正する法律」により3類感染症に変更となった。

## 名称
日本において「チフス」と呼ばれる疾患は、もともと腸チフスのことであった。現在はそれに加えてパラチフス、発疹チフスが見つかっている。このうち腸チフスとパラチフスはともにサルモネラに属する菌株による疾患である。
発疹チフスはリケッチアの一種である発疹チフスリケッチア (Rickettsia prowazekii) による疾患である。これらの疾患は症状が似ているため、発疹チフスや腸結核と同一の病気と考えられ混乱していたが、現在は病原菌が全く異なる別の病気であることがわかっている。
『チフス』という名称はもともと、チフスのときに見られる高熱による昏睡状態のことを、ヒポクラテスが「ぼんやりした、煙がかかった」を意味するギリシア語 typhus と書き表したことに由来する。以後、発疹チフスと症状がよく似た腸チフスも同じ疾患として扱われていたが、1836年に W. W. Gerhard が両者を別の疾患として扱うように提唱した。
しかし、そのときも W. W. Gerhard は結局病原体を全く見つけることができず、現実は混乱に拍車を掛けただけであった。それぞれの名称は、発疹チフスが英語名 typhus、ドイツ語名 Fleck typhus、腸チフスが英語名 typhoid fever、ドイツ語名 Typhus となっており、各国語それぞれで混同が起こりやすい状況になっている。
日本では、近代医学でドイツ語が採用されていた背景から、これに準じた名称として「発疹チフス」「腸チフス」と呼び、一般に「チフス」とだけ言った場合には、これにパラチフスを加えた3種類を指すか、あるいは腸チフスとパラチフスの2種類のことを指して、発疹チフスだけを別に扱うことが多い。ただし、英語に準じて腸チフスを「チフス熱」という呼ぶことも稀にある。また、かつて「窒扶斯」と表記される場合があった。

## 起因菌
- 腸チフス - Salmonella  Typhi
- パラチフス - Salmonella Paratyphi A

## 感染経路
主に経口感染で、無症状病原体保有者や腸チフス発症者の大便や尿に汚染された食物、水などを通して感染する。これらは手洗いの不十分な状態での食事や、糞便にたかったハエが人の食べ物で摂食活動を行ったときに、病原体が食物に付着して摂取されることが原因である。ほかにも接触感染や性行為、下着で感染する。胆嚢保菌者の人から感染する場合が多い。ネズミの糞から感染することもある。
上下水道が整備されていない発展途上国での流行が多く、特に南アジアでの感染が、他地域より10倍多い。衛生環境の整った先進諸国からの海外渡航者が感染し、自国に持ち帰るケース（輸入感染症）も多く見られる。

### 日本の状況
日本でも、昭和初期から第二次世界大戦直後までは、腸チフスが年間約4万人発生していた。その後、環境衛生状態の改善によって次第に減少し、1990年代に入ってからは、腸チフス・パラチフスを併せて年間約100例程度で推移し、その殆どは世界からの輸入感染症事例で、日本人の海外旅行が日常化したことにより、感染が増加傾向にある。
- 1993年、首都圏で50名の腸チフス患者[3]。
- 2013年、日本では感染経路不明な海外渡航歴の無い患者の発生増加が報告されている[4]。
- 2014年9月10日、東京都千代田区麹町のインドカレー店が原因となった集団食中毒が確認された。国立感染症研究所が統計を取り始めた2000年以降、初めての腸チフスによる集団食中毒となった[5]。千代田保健所は、同店を9月10日から3日間の営業停止処分とした[6]。インドに帰国していた従業員が感染し、無症状病原体保有者となり日本に再入国し、この従業員が調理に携わった生サラダを食べたことで、集団食中毒が発生したものと推定された[7][8]。

## 発症病理
腸チフスは、サルモネラの一菌型（血清型）であるチフス菌の感染によって起こる。食物とともに摂取されたチフス菌は腸管から腸管膜リンパ節に侵入してマクロファージの細胞内に感染する。このマクロファージがリンパ管から血液に入ることで、チフス菌は全身に移行し、菌血症を起こす。その後、チフス菌は腸管に戻り、そこで腸炎様の症状を起こすとともに、糞便中に排泄される。

## 症状

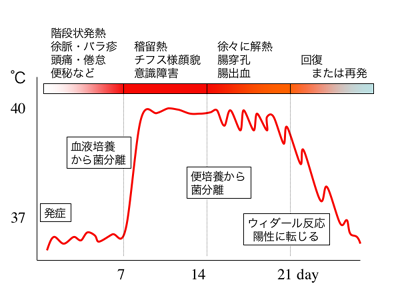
腸チフスの症状の推移。グラフは体温の変化

感染後、7〜14日すると症状が徐々に出始める。腹痛や発熱、関節痛、頭痛、食欲不振、咽頭炎、空咳、鼻血を起こす。3〜4日経つと症状が重くなり、40度前後の高熱を出し、下痢（水様便）、血便または便秘を起こす。バラ疹様皮疹と呼ばれる腹部や胸部にピンク色の斑点が現れる症状を示す。
腸チフスの発熱は「稽留熱（けいりゅうねつ）」と呼ばれ、高熱が1週間から2週間も持続するのが特徴で、そのため体力の消耗を起こし、無気力表情になる（チフス顔貌）。また重症例では、熱性譫妄などの意識障害や難聴を起こしやすい。2週間ほど経つと、腸内出血から始まって腸穿孔を起こし、肺炎、胆嚢炎、肝機能障害を伴うこともある。
パラチフスもこれとほぼ同様の症状を呈するが、一般に腸チフスと比べて軽症である。

## 予防と治療
ワクチン
腸チフスワクチンには、パラチフスの予防効果は無く、腸チフスのワクチンとして弱毒生ワクチン（4回経口接種）と注射不活化ワクチン（1回接種）が存在するが、日本では未承認ワクチンである。そのため日本でワクチン接種を希望する際は、ワクチン個人輸入を取り扱うトラベルクリニックにて予防接種する必要がある。
経口生ワクチンを取り扱っている医療機関は非常に少なく、輸入ワクチンを取り扱っている医療機関の多くは、不活化ワクチンである注射型のものを採用している。
有効期間は経口ワクチンが5年、不活化Viワクチンが3年程である。その他の予防法は、手洗いや食物の加熱であるが、防ぐのはワクチンよりも劣る。なお、経口生ワクチンを選択した場合、経口のコレラワクチン（新型コレラワクチン）の同日接種は、6時間間隔をあけてからの服用が望ましい。ワクチンの効力が出るには、接種完了後2週間ほどかかる。
抗菌薬
腸チフスの治療は、対象株に感受性のある抗菌薬を用い、ニューキノロン系抗菌薬が第一選択薬となる。しかし、ニューキノロン系薬の効果が望めない薬剤耐性症例では、第3世代セフェム系抗菌薬を使用することがある。

## 鑑別疾患
鑑別を必要とする疾患は、パラチフス、A型肝炎、マラリア、チクングニア熱、デング熱、つつが虫病である。